# Kalin Lucas
Kalin Jay Lucas (Detroit, 24 maggio 1989) è un cestista statunitense.

## Carriera
Dopo aver disputato 4 stagioni nella NCAA con i Michigan State Spartans (141 partite, 1996 punti), ha firmato un contratto con l'Olympiacos. Con la squadra greca ha disputato l'A1 Ethniki e l'Euroleague Basketball 2011-2012.

## Statistiche

### College
| Anno      | Squadra      | PG  | PT  | MP   | TC%  | 3P%  | TL%  | RP  | AP  | PRP | SP  | PP   |
| --------- | ------------ | --- | --- | ---- | ---- | ---- | ---- | --- | --- | --- | --- | ---- |
| 2007-2008 | MSU Spartans | 36  | 17  | 25,1 | 43,1 | 36,4 | 76,8 | 1,6 | 3,8 | 0,8 | 0,0 | 10,3 |
| 2008-2009 | MSU Spartans | 38  | 37  | 31,9 | 39,5 | 39,0 | 80,8 | 2,1 | 4,6 | 1,0 | 0,2 | 14,7 |
| 2009-2010 | MSU Spartans | 33  | 31  | 31,1 | 45,3 | 35,4 | 77,2 | 1,9 | 4,0 | 1,2 | 0,1 | 14,8 |
| 2010-2011 | MSU Spartans | 34  | 34  | 33,4 | 42,8 | 39,0 | 82,0 | 2,1 | 3,4 | 1,0 | 0,1 | 17,0 |
| Carriera  | Carriera     | 141 | 119 | 30,3 | 42,5 | 37,7 | 79,6 | 1,9 | 4,0 | 1,0 | 0,1 | 14,2 |

### NBA

#### Regular Season
| Anno      | Squadra           | PG | PT | MP  | TC% | 3P% | TL% | RP  | AP  | PRP | SP  | PP  |
| --------- | ----------------- | -- | -- | --- | --- | --- | --- | --- | --- | --- | --- | --- |
| 2014-2015 | Memphis Grizzlies | 1  | 0  | 6,0 | 0,0 | -   | -   | 0,0 | 0,0 | 1,0 | 0,0 | 0,0 |
| 2018-2019 | Detroit Pistons   | 1  | 0  | 6,0 | 0,0 | 0,0 | 100 | 3,0 | 1,0 | 0,0 | 0,0 | 2,0 |
| Carriera  | Carriera          | 2  | 0  | 6,0 | 0,0 | 0,0 | 100 | 1,5 | 0,5 | 0,5 | 0,0 | 1,0 |

### G League
| Anno      | Squadra         | PG  | PT  | MP   | TC%  | 3P%  | TL%  | RP  | AP  | PRP | SP  | PP   |
| --------- | --------------- | --- | --- | ---- | ---- | ---- | ---- | --- | --- | --- | --- | ---- |
| 2013-2014 | Iowa Energy     | 29  | 20  | 29,0 | 44,8 | 34,5 | 83,6 | 2,9 | 5,0 | 1,1 | 0,0 | 15,1 |
| 2014-2015 | Iowa Energy     | 35  | 35  | 36,9 | 45,5 | 41,3 | 79,2 | 4,3 | 4,6 | 1,3 | 0,1 | 19,3 |
| 2016-2017 | Iowa Energy     | 14  | 13  | 30,4 | 40,0 | 40,5 | 89,3 | 3,9 | 5,1 | 1,1 | 0,0 | 16,9 |
| 2016-2017 | Erie BayHawks   | 34  | 11  | 31,5 | 45,9 | 40,4 | 86,7 | 3,9 | 5,0 | 0,9 | 0,1 | 18,6 |
| 2018-2019 | Stockton Kings  | 21  | 10  | 30,5 | 44,1 | 39,7 | 81,5 | 3,3 | 6,3 | 1,1 | 0,1 | 22,0 |
| 2018-2019 | G. Rapids Drive | 17  | 14  | 27,4 | 45,9 | 44,9 | 80,0 | 4,3 | 4,1 | 0,8 | 0,0 | 21,6 |
| Carriera  | Carriera        | 150 | 103 | 31,6 | 44,8 | 40,1 | 83,3 | 3,8 | 5,0 | 1,1 | 0,1 | 18,7 |

### Eurolega
| Anno       | Squadra      | PG | PT | MP   | TC%  | 3P%  | TL%  | RP  | AP  | PRP | SP  | PP  |
| ---------- | ------------ | -- | -- | ---- | ---- | ---- | ---- | --- | --- | --- | --- | --- |
| 2011-2012† | Olympiakos   | 9  | 3  | 18,1 | 38,8 | 46,2 | 83,3 | 1,6 | 1,0 | 0,8 | 0,0 | 5,4 |
| 2019-2020  | Stella Rossa | 3  | 0  | 13,0 | 25,0 | 0,0  | -    | 0,3 | 3,0 | 0,3 | 0,0 | 1,3 |
| Carriera   | Carriera     | 12 | 3  | 16,8 | 36,8 | 37,5 | 83,3 | 1,2 | 1,5 | 0,7 | 0,0 | 4,4 |

### Eurocup
| Anno      | Squadra         | PG | PT | MP   | TC%  | 3P%  | TL%  | RP  | AP  | PRP | SP  | PP   |
| --------- | --------------- | -- | -- | ---- | ---- | ---- | ---- | --- | --- | --- | --- | ---- |
| 2011-2012 | Bandırma B.İ.K. | 3  | 2  | 24,0 | 50,0 | 80,0 | 57,1 | 1,7 | 1,3 | 0,0 | 0,0 | 10,0 |
| 2012-2013 | Bandırma B.İ.K. | 12 | 11 | 30,4 | 39,1 | 31,8 | 90,3 | 2,5 | 2,3 | 1,1 | 0,0 | 13,0 |
| 2017-2018 | H. Gerusalemme  | 6  | 3  | 21,8 | 39,1 | 28,6 | 90,0 | 2,2 | 3,0 | 0,7 | 0,0 | 8,2  |
| Carriera  | Carriera        | 21 | 16 | 26,9 | 40,5 | 34,9 | 87,3 | 2,3 | 2,4 | 0,8 | 0,0 | 11,2 |